# ブラウン内閣
ブラウン内閣（ブラウンないかく、英: Brown ministry）は、イギリスの首相ゴードン・ブラウンによって組閣されたイギリスの内閣。前首相トニー・ブレアの退陣をうけ、2007年6月27日にブラウンが首相に就任し、翌28日から政権がスタートした。
2008年1月24日、ブラウン首相は内閣改造を実施し、閣僚の多くはブラウン第1次改造内閣へと引き継がれた。

## 閣僚
| 役職                                                                | 画像 | 大臣                                            | 任期                                                                                     |
| ------------------------------------------------------------------- | ---- | ----------------------------------------------- | ---------------------------------------------------------------------------------------- |
| 首相 第一大蔵卿 行政機構担当大臣 （労働党党首）                     |      | ゴードン・ブラウン MP                           | 2007年6月27日 - 2010年5月11日                                                            |
| 大法官 司法大臣                                                     |      | ジャック・ストロー MP                           | 2007年6月28日 - 2010年5月11日                                                            |
| 財務大臣 第二大蔵卿                                                 |      | アリスター・ダーリング MP                       | 2007年6月28日 - 2010年5月11日                                                            |
| 外務・英連邦大臣                                                    |      | デイヴィッド・ミリバンド MP                     | 2007年6月28日 - 2010年5月11日                                                            |
| 内務大臣                                                            |      | ジャッキー・スミス MP                           | 2007年6月28日 - 2010年5月11日                                                            |
| 枢密院議長 貴族院院内幹事                                           |      | キャサリン・アシュトン、 アップホーランド女男爵 | 2007年6月28日 - 2010年5月11日                                                            |
| ビジネス・企業および規制改革大臣                                    |      | ジョン・ハットン MP                             | 2007年6月28日 - 2010年5月11日                                                            |
| 児童・学校および家庭大臣                                            |      | エド・ボールズ MP                               | 2007年6月28日 - 2010年5月11日                                                            |
| コミュニティーおよび地方政府大臣                                    |      | ヘーゼル・ブリアーズ MP                         | 2007年6月28日 - 2010年5月11日                                                            |
| 文化・メディアおよびスポーツ大臣                                    |      | ジェームズ・パーネル                            | 2007年6月28日 - 2008年1月24日                                                            |
| 文化・メディアおよびスポーツ大臣                                    |      | アンディ・バーナム MP                           | 2008年1月24日 - 2010年5月11日                                                            |
| 国防大臣 スコットランド大臣                                         |      | デス・ブラウン MP                               | 2006年5月5日 - 2010年5月11日 2007年6月28日 - 2010年5月11日                               |
| 環境・食糧および農村大臣                                            |      | ヒラリー・ベン MP                               | 2007年6月28日 - 2010年5月11日                                                            |
| 保健大臣                                                            |      | アラン・ジョンソン MP                           | 2007年6月28日 - 2010年5月11日                                                            |
| イノベーション・大学および職業技能大臣                              |      | ジョン・デナム MP                               | 2007年6月28日 - 2010年5月11日                                                            |
| 国際開発大臣                                                        |      | ダグラス・アレクサンダー MP                     | 2007年6月28日 - 2010年5月11日                                                            |
| 北アイルランド大臣                                                  |      | ショーン・ウッドワード MP                       | 2007年6月28日 - 2010年5月11日                                                            |
| 運輸大臣                                                            |      | ルース・ケリー MP                               | 2007年6月28日 - 2010年5月11日                                                            |
| 労働および年金大臣                                                  |      | ピーター・ヘイン MP                             | 2007年6月28日 - 2008年1月24日                                                            |
| 労働および年金大臣                                                  |      | ジェームズ・パーネル MP                         | 2008年1月24日 - 2010年5月11日                                                            |
| ウェールズ大臣                                                      |      | ピーター・ヘイン MP                             | 2007年6月28日 - 2008年1月24日                                                            |
| ウェールズ大臣                                                      |      | ポール・マーフィー MP                           | 2008年1月24日 - 2010年5月11日                                                            |
| ランカスター公領大臣 内閣府担当国務大臣                             |      | エド・ミリバンド MP                             | 2007年6月28日 - 2008年10月3日                                                            |
| 財務省主席担当官                                                    |      | アンディ・バーナム                              | 2007年6月27日 - 2008年1月24日                                                            |
| 財務省主席担当官                                                    |      | イヴェット・クーパー MP                         | 2008年1月24日 - 2010年5月11日                                                            |
| 財務政務次官 庶民院院内幹事                                         |      | ジェフ・フーン MP                               | 2007年6月28日 - 2010年5月11日                                                            |
| 王璽尚書 庶民院院内総務 女性・平等担当大臣 （労働党副党首・幹事長） |      | ハリエット・ハーマン MP                         | 2007年6月28日 - 2010年5月11日                                                            |
| 閣議には下記の役職者も出席する                                      |      |                                                 |                                                                                          |
| 住宅担当国務大臣                                                    |      | イヴェット・クーパー MP                         | 2007年6月28日 - 2008年1月24日                                                            |
| 住宅担当国務大臣                                                    |      | キャロライン・フリント MP                       | 2008年1月24日 - 2010年5月11日                                                            |
| アフリカ・アジアおよび国連担当国務大臣                              |      | マーク・マロック＝ブラウン男爵                  | 2007年6月28日 - 2010年5月11日                                                            |
| オリンピック担当国務大臣 ロンドン担当国務大臣 財務省主計長官        |      | テッサ・ジョエル MP                             | 2005年7月6日 - 2010年5月11日 2007年6月28日 - 2010年5月11日 2007年6月28日 - 2010年5月11日 |
| 児童・青年および家族担当国務大臣 北西担当国務大臣                   |      | ベバリー・ヒュー MP                             | 2005年6月17日 - 2010年5月11日 2007年6月28日 - 2010年5月11日                              |
| 貴族院院内幹事長 近衛隊長                                           |      | ブルース・グロコット男爵                        | 2007年6月28日 - 2008年1月24日 2002年5月1日 - 2008年1月24日                               |
| 貴族院院内幹事長 近衛隊長                                           |      | ジャネット・ロイヤル、 ブレイスドン女男爵       | 2008年1月24日 - 2010年5月11日                                                            |
| 法務長官                                                            |      | パトリシア・スコートランド、 アスタル女男爵     | 2007年6月28日 - 2010年5月11日                                                            |